# Dundy County
Dundy County is een county in de Amerikaanse staat Nebraska.
De county heeft een landoppervlakte van 2.382 km² en telt 2.292 inwoners (volkstelling 2000). De hoofdplaats is Benkelman.

## Bevolkingsontwikkeling

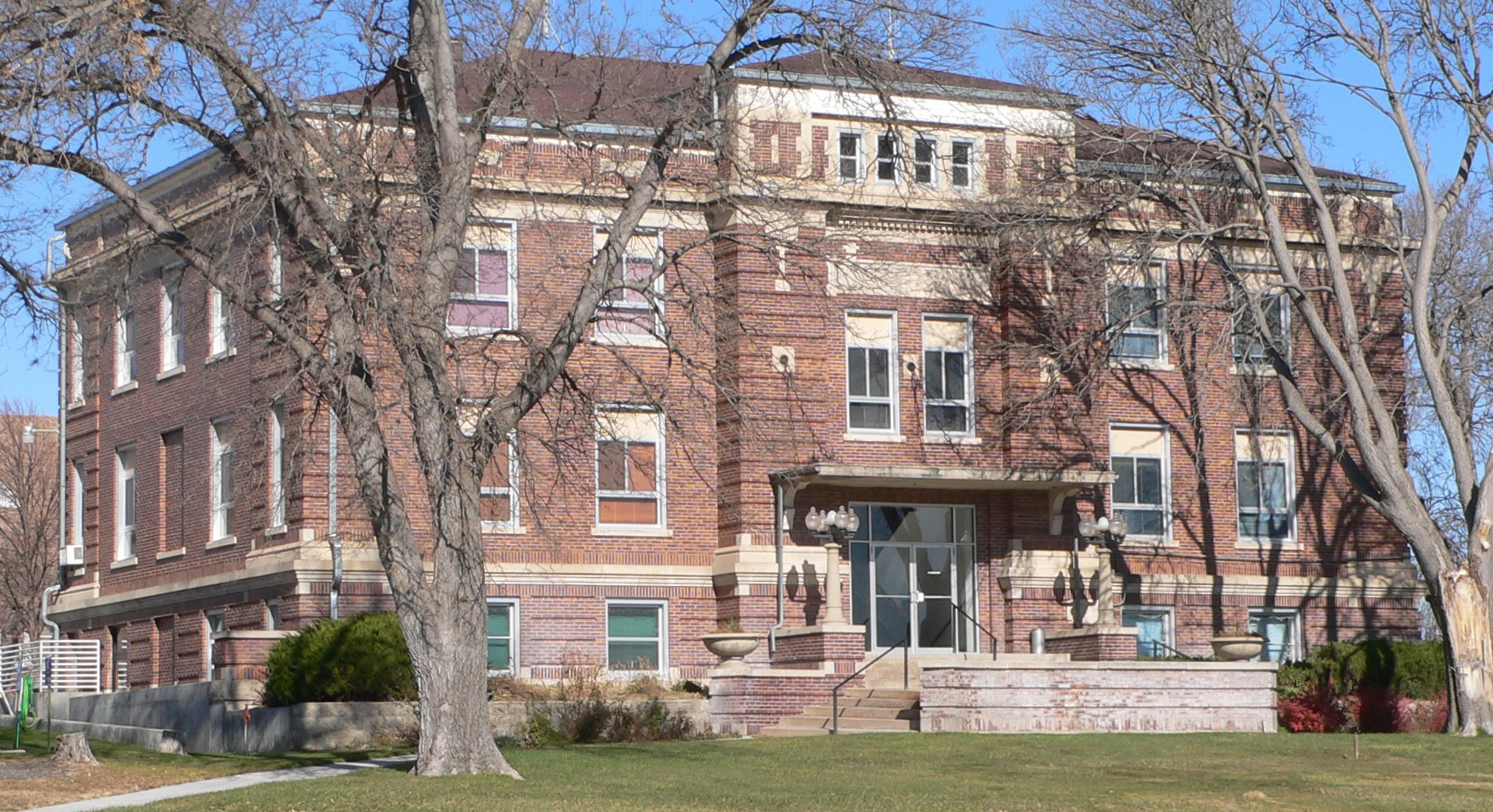
Dundy County Courthouse